# ارول بارو
ارول بارو (انگلیسی: Errol Barrow؛ ۲۱ ژانویهٔ ۱۹۲۰ – ۱ ژوئن ۱۹۸۷) یک سیاست‌مدار اهل باربادوس بود.